# Lorik Cana

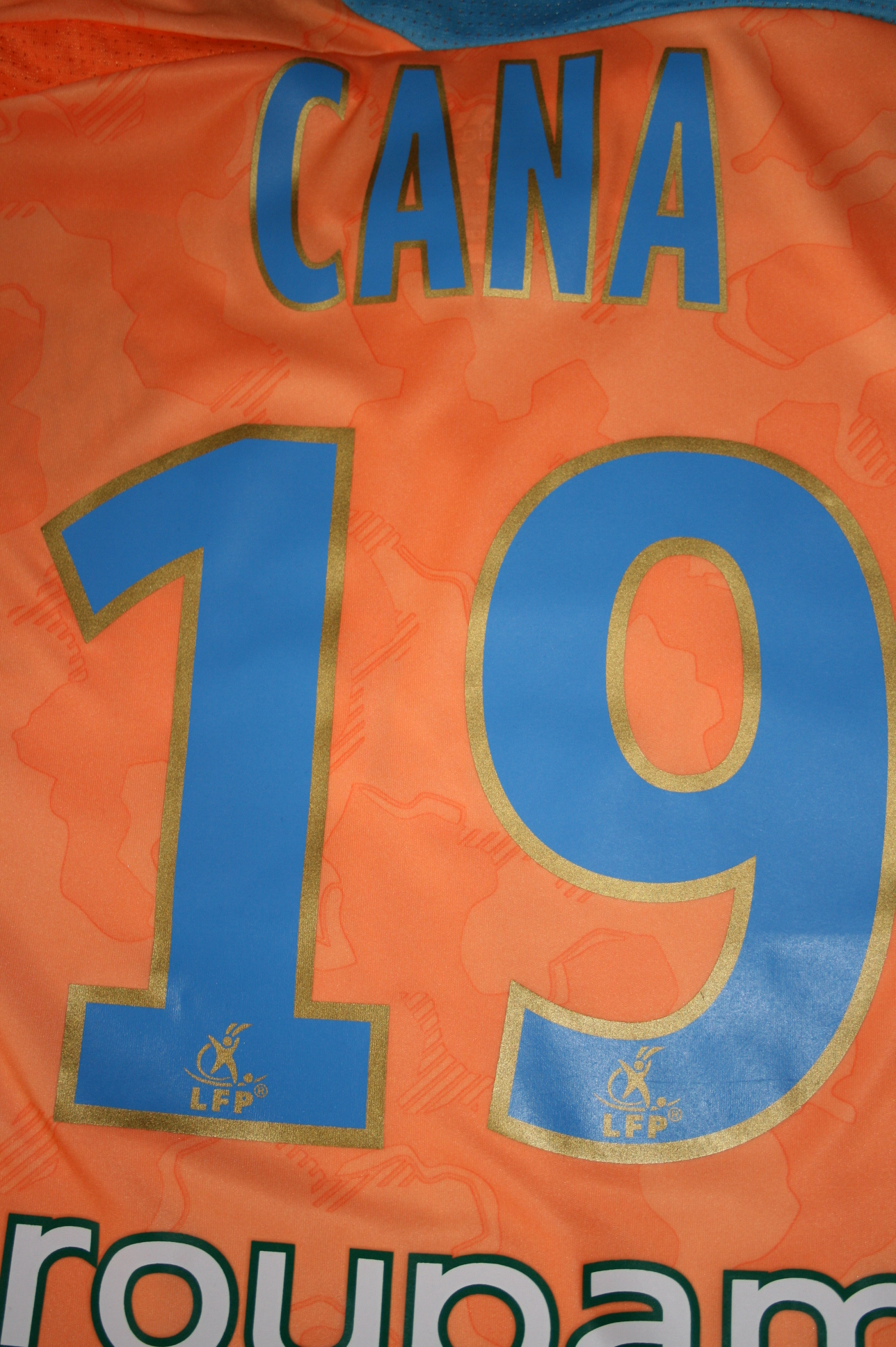
Dres Lorika Cany z působení v Olympique de Marseille.

Lorik Cana (* 27. července 1983, Priština) je bývalý albánský fotbalový záložník nebo obránce. Byl také kapitánem albánské reprezentace.

## Reprezentační kariéra
V národním A-mužstvu Albánie debutoval v kvalifikačním utkání 11. 6. 2003 proti reprezentaci Švýcarska (prohra 2:3). Svůj první gól za národní tým vstřelil 17. 8. 2005 Ázerbájdžánu při svém šestnáctém reprezentačním startu (výhra 2:1).
V zápase Srbsko - Albánie 14. 10. 2014 v kvalifikaci na EURO 2016 v Bělehradu byl jedním z protagonistů vzniklé šarvátky. Zápas se nedohrál, byl předčasně ukončen před koncem prvního poločasu za stavu 0:0. Nad hřištěm se objevila dálkově řízená minikvadrokoptéra (dron) se zavěšenou vlajkou s mapou tzv. Velké Albánie. Poté, co ji srbský fotbalista Stefan Mitrović stáhl dolů, se albánští hráči na něj vrhli a strhla se potyčka. Na hřiště pronikli i srbští diváci a zápas byl po 30 minutách prodlevy předčasně ukončen.
Italský trenér albánského národního týmu Gianni De Biasi jej vzal na EURO 2016 ve Francii. Na evropský šampionát se Albánie kvalifikovala poprvé v historii.